# 和歌山県道26号御坊美山線
和歌山県道26号御坊美山線（わかやまけんどう26ごう ごぼうみやません）は、和歌山県御坊市から日高郡日高川町に至る県道（主要地方道）である。

## 概要
湯浅御坊道路と交差してからは日高川に沿って設置しているため、接続する橋梁が多い。御坊市湯川町財部近辺はロードサイド店舗が並ぶ市内のメインストリートの一つとなっており、日高川町玄子の交差点から山間部へはほぼ一本線となっている。全区間で片側一車線と紀中の幹線道路として機能している。高低差は少なく見通しの悪い勾配、トンネルは少ないが、狭いカーブが多いため長尺車、大型車は通行困難な区間がある。

### 路線データ
- 実延長：28.482km
- 起点：御坊市湯川町財部（財部交差点＝国道42号）
- 終点：日高郡日高川町大字皆瀬（美山郵便局前交差点＝国道424号）

## 歴史
- 1993年（平成5年）5月11日 - 建設省から、県道御坊美山線が御坊美山線として主要地方道に指定される[1]。

## 路線状況

### 重複区間
- 和歌山県道27号日高印南線（御坊市藤田町吉田 - 御坊市藤田町藤井）
- 和歌山県道191号江川小松原線（日高郡日高川町大字土生 地内）
- 和歌山県道196号たかの金屋線（日高郡日高川町大字高津尾 地内）

### 道の駅
- 道の駅San Pin 中津

### トンネル
- 株井トンネル（日高川町）- 212m

## 地理

### 通過する自治体
- 御坊市
- 日高郡
  - 日高川町

### 交差する道路
御坊市
- 国道42号（起点）
- 和歌山県道176号井関御坊線（御坊市湯川町財部・日高振興局東交差点）
- 和歌山県道185号御坊停車場線（御坊市湯川町財部・小松原南交差点）
- 和歌山県道27号日高印南線（御坊市藤田町吉田・野口新橋西詰交差点）
- 和歌山県道27号日高印南線（御坊市藤田町藤井）

日高郡日高川町
- 和歌山県道191号江川小松原線（日高郡日高川町土生）
- 和歌山県道191号江川小松原線（日高郡日高川町土生）
- 和歌山県道190号玄子小松原線・和歌山県道192号玄子和佐線（日高郡日高川町玄子）
- 和歌山県道21号広川川辺線（日高郡日高川町平川）
- 和歌山県道193号船津和佐線（日高郡日高川町船津）
- 和歌山県道196号たかの金屋線（日高郡日高川町高津尾）
- 和歌山県道196号たかの金屋線（日高郡日高川町高津尾）
- 和歌山県道25号御坊中津線（日高郡日高川町姉子）
- 国道424号・和歌山県道194号上初湯川皆瀬線（終点）